# Helmut Frodl
Helmut Frodl (* 6. November 1957 in Wien) ist ein ehemaliger österreichischer Regisseur, Filmproduzent und Moderator, der 1993 wegen eines gemeinschaftlich begangenen und heimtückischen Mordes zu lebenslanger Haft verurteilt wurde. Wegen der langen und geschickten Planung sowie der kaltblütigen Ausführung der Tat ging dieses Verbrechen in die Kriminalgeschichte ein. Während der Haft wurde Frodl Magister der Theologie, 2009 folgte seine Entlassung.

## Fernsehkarriere
Helmut Frodl begann seine Karriere als Kinderstar im ORF, gründete 1979 die Jugendsendung Okay und moderierte sie auch selbst. Später reiste er für die Lifestyle-Sendereihe Jolly Joker um die Welt und drehte Beiträge für den ORF, ehe er als Moderator der Jugendsendung Ohne Maulkorb berühmt wurde. Von da an bis 1992 arbeitete er als selbstständiger Regisseur und Filmproduzent und wohnte in Wien-Hietzing. Durch Bestechung eines Beamten, der später verurteilt und aus dem Staatsdienst entlassen wurde, verschaffte er sich Vorteile gegenüber Mitbewerbern, etwa bei der Vergabe von Werbespots.

## Mordfall Köberl
Weil der 46-jährige Filmproduzent und Tonstudiobesitzer Fritz Köberl dahinterkam und drohte, Frodl wegen Korruption anzuzeigen, plante dieser, zusammen mit dem befreundeten Steuerberater Gabor Pesti (* 7. Dezember 1947), Köberl zu töten. Nach monatelanger Planung mieteten sie im Budapester Arbeiterbezirk Csepel eine Wohnung und engagierten die 30-jährige Serbin Biljana Novakova, um ihn dorthinzulocken; Novakova wurde bewusst ausgesucht, da sie Köberls Expartnerin ähnlich sah.
Nachdem sich Köberl tatsächlich in die Frau verliebt hatte, lockte sie ihn am 22. Mai 1992 unter dem Vorwand, ihm ihren „Onkel Benes“ vorzustellen, in die Wohnung nach Budapest. Dort angekommen, gab sich der geschickt verkleidete Frodl als ein Nachbar aus und öffnete Köberl die Türe, während Pesti den „Onkel Benes“ spielte. Pesti verabreichte Köberl mit Schlafmittel versetzte Speisen und Getränke, worauf dieser das Bewusstsein verlor. Anschließend betrat Frodl die Wohnung, tötete Köberl mit vier Kopfschüssen und zerstückelte den Leichnam in 17 Teile, die sie in Plastiktüten verpackt in verschiedenen Mülltonnen entsorgten.
Kurz darauf erhielten die Angehörigen des Opfers Briefe und ein Fax, in denen sich die Täter als Köberl ausgaben und von einer Hochzeitsreise erzählten, weshalb er länger nicht nach Hause kommen würde und seine Finanzen von einem Generalbevollmächtigten verwaltet werden. Um die Behauptung der Hochzeitsreise zu untermauern, flog Frodl nach London, um von dort noch eine Karte an die Angehörigen Köberls abzuschicken. Danach verkleidete sich Frodl als Fritz Köberl, betrat die österreichische Botschaft in London, wies sich als sein Opfer aus und unterzeichnete vor Zeugen einen Bevollmächtigungsvertrag „seines“ Vermögens zugunsten des Steuerberaters Gabor Pesti.

## Aufklärung und Verurteilung
Tage später öffnete ein Obdachloser, auf der Suche nach Verwertbarem, einen der Müllsäcke, entdeckte darin eine Hand und alarmierte die Polizei, die daraufhin alle 17 Körperteile sicherstellen konnte. Einem Gerichtsmediziner gelang es, einen Gipsabdruck vom Kopf des Toten anzufertigen, dessen Foto daraufhin in den Zeitungen veröffentlicht wurde.
Dass Köberl lange Zeit nicht erreichbar war und plötzlich so achtlos mit seinem Vermögen umging, kam einigen Freunden seltsam vor, die daraufhin Köberl als vermisst meldeten. Eine in Österreich lebende Ungarin las durch Zufall eine Zeitung aus Ungarn mit dem Foto des rekonstruierten Gesichts der aufgefundenen Leiche und eine Zeitung aus Österreich mit der Vermisstenanzeige von Köberl; Ihr fiel die Ähnlichkeit der beiden Fotos auf und sie ging zur Polizei, die durch Fingerabdrücke schließlich feststellte, dass es sich bei dem in Ungarn Ermordeten um Fritz Köberl handelt. Der ungarischen Kriminalpolizei gelang es auch, die Wohnung in Csepel auszuforschen, in der noch Blut und Leichenteile gefunden wurden. Zwei österreichische Kriminalbeamte, die sich im Urlaub befanden und von Freunden Köberls finanziell unterstützt wurden, ermittelten auf eigene Faust und reisten nach London, wo sie in einem angeblich von Köberl gemieteten Hotelzimmer die Verkleidungsutensilien sicherstellten. Dem als Generalbevollmächtigten eingesetzten Pesti konnten sie zudem die Wohnungsanmietung in Csepel sowie eine Verbindung zu Frodl nachweisen. Ein Freund Köberls hatte die Beamten zuvor auf Frodl aufmerksam gemacht, da dieser als Erzfeind von Köberl bekannt war und Köberl selbst geäußert hatte, wenn ihm etwas zustoßen sollte, sollte man sich Frodl vornehmen.
Drei Wochen nach der Tat wurden Frodl und Pesti in Wien verhaftet. Während der Vernehmungen erzählte Frodl von einer Verstrickung des Opfers in Geheimdienstkreise und lastete die Tat einem ihm unbekannten Agenten an, was er sogar in dem Roman „Außer Kontrolle. Im Netz der Agenten“ niederschrieb. Die Tat konnte ihnen jedoch zweifelsfrei nachgewiesen werden. Am 22. Dezember 1993 wurde Frodl zu lebenslanger Haft und Pesti zu 20 Jahren verurteilt. Nach einer von der Staatsanwaltschaft erwirkten Revisionsverhandlung wurde Pesti ebenfalls zu lebenslanger Haft verurteilt.

## Haftzeit und Entlassung
Im Gefängnis zeigten sich die beiden Täter als Musterhäftlinge und fielen nie negativ auf. Frodl arbeitete in der Anstaltsbibliothek und leitete die Theatergruppe „Ruhestörung“. Nebenbei versuchte er sich auch als Buch- und Bühnenautor. Im Sommersemester 1995 begann er ein Theologie-Studium als außerordentlicher Studierender. Nach Absolvierung der Studienberechtigungsprüfung im Jahr 1998 an der Universität Salzburg wurde er in den Status eines ordentlichen Studierenden übernommen. Am 4. Juni 2007 absolvierte er, durch mehrere Freigänge ermöglicht, an der Katholisch-Theologischen Privatuniversität Linz ein Theologiestudium mit ausgezeichnetem Erfolg und wurde zum Magister der Theologie spondiert. Seine Diplomarbeit verfasste Frodl im Fach „Christliche Gesellschaftslehre“ zum Thema Arbeit im Wandel. Neue Aspekte zur Arbeitsgesellschaft mit Impulsen aus dem Ökumenischen Sozialwort der Kirchen in Österreich. Er ist bis heute der einzige Österreicher, der während der Haft ein Studium abschloss.
Am 12. Juni 2009 wurde Helmut Frodl aus der Justizanstalt Garsten entlassen. Als Auflage musste er sich eine Wohnung suchen, einer sozialversicherungspflichtigen Beschäftigung nachgehen sowie seine Psychotherapie, die er bereits in der Haft begonnen hatte, fortsetzen. Das Gericht ordnete außerdem Bewährungshilfe (endete 2011) und eine Probezeit von zehn Jahren an. Grundlage für die Entscheidung der Freilassung waren unter anderem mehrere positive Gutachten, die im Laufe der vergangenen 17 Jahre erstellt wurden als auch sein stabiles, privates Umfeld. 2009 hat er seine langjährige Freundin Claudia geheiratet; sie leben am Stadtrand Wiens. Seine Doktorarbeit hat er 2011 mit Auszeichnung an der KTU in Linz abgeschlossen.
Sein Komplize Gabor Pesti wurde bereits im Sommer 2008, aufgrund einer Krebserkrankung und guter Führung, vorzeitig entlassen und arbeitet wieder als selbstständiger Steuerberater in Wien.

## Ausschluss vom Wahlrecht
Personen, die rechtskräftig zu einer mehr als ein Jahr dauernden Freiheitsstrafe verurteilt wurden, waren gemäß § 22 NRWO generell vom Wahlrecht zum Nationalrat ausgeschlossen und verloren insoweit ihre bürgerlichen Ehrenrechte. Frodl, der zu einer lebenslangen Freiheitsstrafe verurteilt wurde, war damit ebenfalls ausgeschlossen. Am 18. Oktober 2002 legte Frodl Einspruch gegen das örtliche Wählerverzeichnis ein, da er dort nicht als Wähler geführt wurde, und machte die Verfassungswidrigkeit des § 22 NRWO geltend. Sein Begehren wurde durch alle Instanzen bis zum Verfassungsgerichtshof abschlägig behandelt, weshalb Frodl den Europäischen Gerichtshof für Menschenrechte anrief. Am 8. April 2010 entschied der EGMR im Sinne des Beschwerdeführers und urteilte, dass der generelle Ausschluss vom Wahlrecht gegen Artikel 3 des Zusatzprotokolls zur EMRK (Recht auf freie Wahlen) verstößt. Mit dem Wahlrechtsänderungsgesetz von 2011 wurde dieser geänderten Rechtslage Rechnung getragen. Es werden seitdem Personen nur noch dann vom Wahlrecht ausgeschlossen, wenn der Ausschluss als Einzelfallentscheidung durch ein Gericht erfolgt.